# تسرع القلب الجيبي
تسرُّع القلب الجيبي (بالإنجليزية: Sinus tachycardia)‏ هو نظم قلبي ينشأ من العقدة الجيبية الأذينية مع وتيرة نبضات مرتفعة، معرّف كسرعة قلب تفوق الـ 100 نبضة بالدقيقة في الإنسان البالغ المعدل. معدل نبضات القلب الطبيعي في البالغ المعدّل تتراوح ما بين 60-100 نبضة بالدقيقة. لاحظ أن معدل ضربات القلب الطبيعي يختلف مع تقدم العمر، عند الرُضَّع حيث معدل ضربات القلب الطبيعي لديهم يتراوح بين 110-150 نبضة بالدقيقة، وعلى النقيض من كبار السن، الذين لديهم معدّل نبضات منخفض أكثر.

## أسباب
تسرع القلب الجيبي هو عادة ردة فعل لحالات فيزيولوجية طبيعية، مثل ممارسة الرياضة. تشمل الأسباب الأخرى:
- ألم
- حمى
- قلق
- تجفاف
- فرط الحرارة الخبيث
- صدمة نقص حجم الدم مع انخفاض ضغط الدم والصدمة
- فقر الدم
- قصور القلب
- فرط الدرقية
- تسمم بالزئبق
- داء كاواساكي
- ورم القواتم
- إنتان
- إنصمام رئوي
- نقص التروية التاجية الحاد وانسداد العضلة القلبية
- داء رئوي مزمن
- نقص التأكسج
- تعاطي مواد منبّهة مثل الكافيين، النيكوتين، الكوكايين، أو الأمفيتامين